# Lapavé dýchání
Lapavé dýchání (anglicky gasping respiration, zkráceně gasping, neboli agonální dýchání) je abnormální dýchání charakterizované lapáním po dechu, chroptivými zvuky, souhyby úst a hrudníku, ale bez plynulé dechové vlny. Frekvence dýchání se většinou postupně zpomaluje a dýchání se stává zřetelně nepravidelným.
Lapavé dýchání se objevuje při nedostatečném okysličení mozku,většinou způsobeném probíhajícím selháním oběhu. Je příznakem nastávající smrti. 
Reflex mozkového kmene je schopen udržovat lapavé dýchání u 40% lidí se zástavou srdce po dobu nejméně 10 minut. 
Lapavé dýchání může trvat jeden až dva nádechy, nebo podstatně delší dobu.
V případě odvratitelných příčin smrti (neočekávaná náhlá zástava oběhu - pád na ulici) je lapavé dýchání důvodem k zahájení resuscitace. Přítomnost agonálních dechů je nyní hodnocena jako prognosticky příznivé znamení při náhlé zástavě srdce.

## Galerie

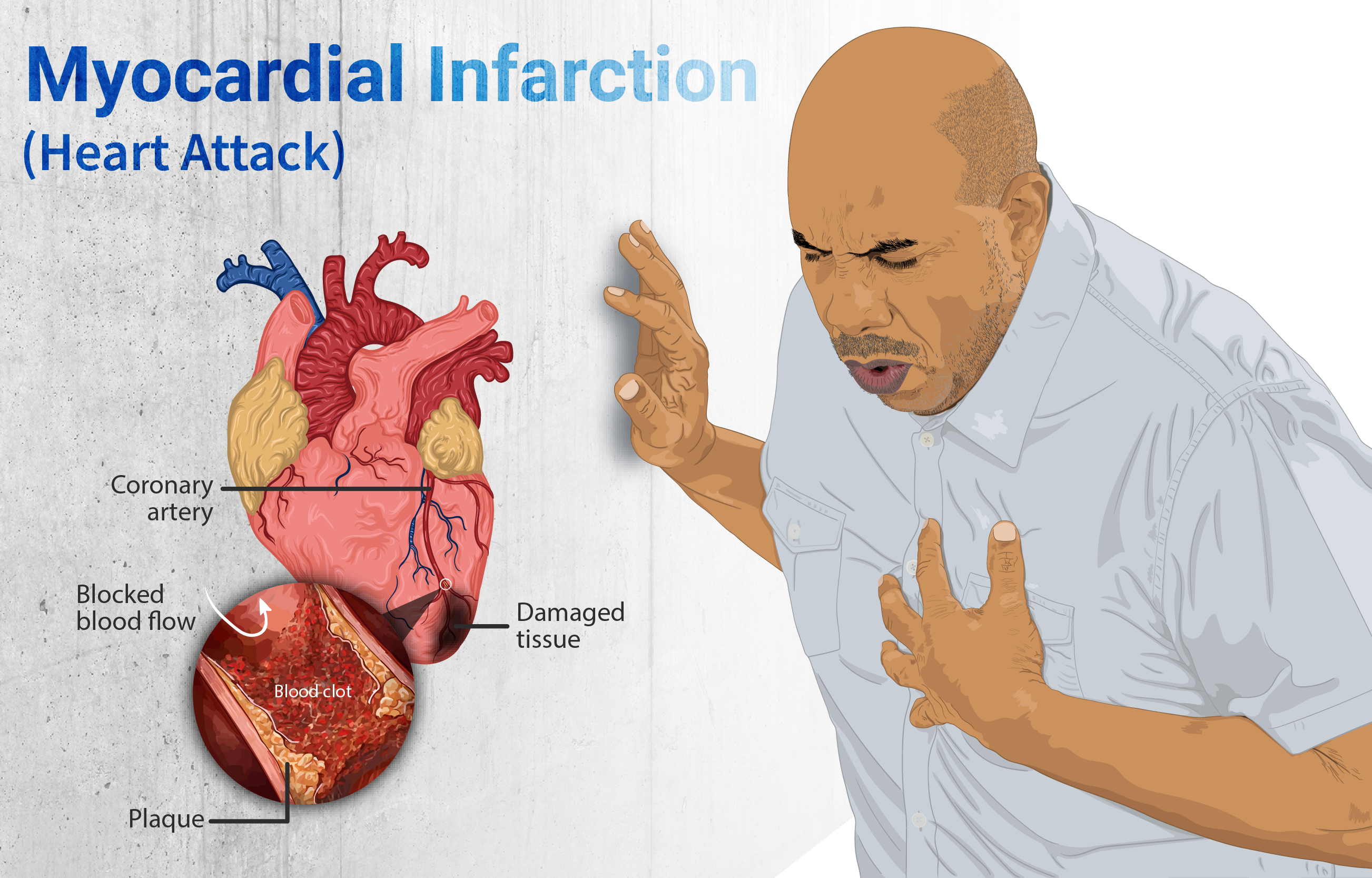
Pacient cítí bolest na hrudi, začíná srdeční infarkt. Funkce srdečního svalu jsou narušeny
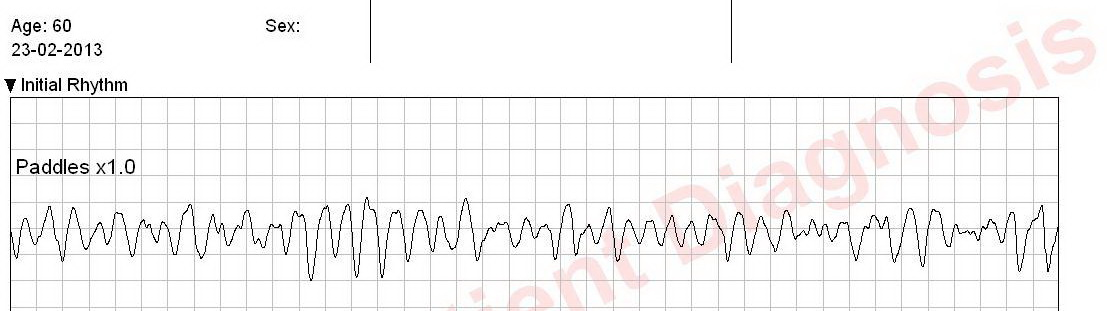
Namísto pravidelného stahování se srdce začlo neúčinně třást. Mozek není prokrven
Okamžité bezvědomí a pád, začíná lapavé dýchání, bezvědomý může být považován za dýchajícího opilého (například architekt Kaplický v roce 2009)
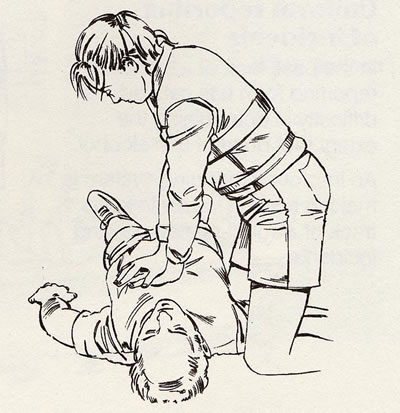
Pokud zachránce nebude váhat a zahájí okamžitě stlačování hrudníku, umírající se může dočkat včasné defibrilace a přežít bez poškození mozku

### Videa
Větší množství vyhledávaných videí obsahuje hůře či lépe hraný (pro potřeby výuky předváděný) gasping. Zachycení procesu skutečného umírání není tak časté.
- Záznam zachycený v ČR při nabíjení defibrilátoru, bezprostředně po ztrátě vědomí Velmi raná fáze gaspingu, dechová frekvence je vysoká, ale jinak obraz gaspingu velmi typický (zvuk chrčení při samotné nahrávce)
- Při natáčení pořadu australské televize došlo k zachycení reálné resuscitace, s zachyceným gaspingem a úspěšným koncem Záznam zachycuje pozdní fázi gaspingu ("kapří" pohyby úst)
- Pacient po těžkém úrazu, resuscitace není zahajována Velmi pozdní fáze gaspingu, ojedinělé lapavé dechy.